# Cască de realitate virtuală

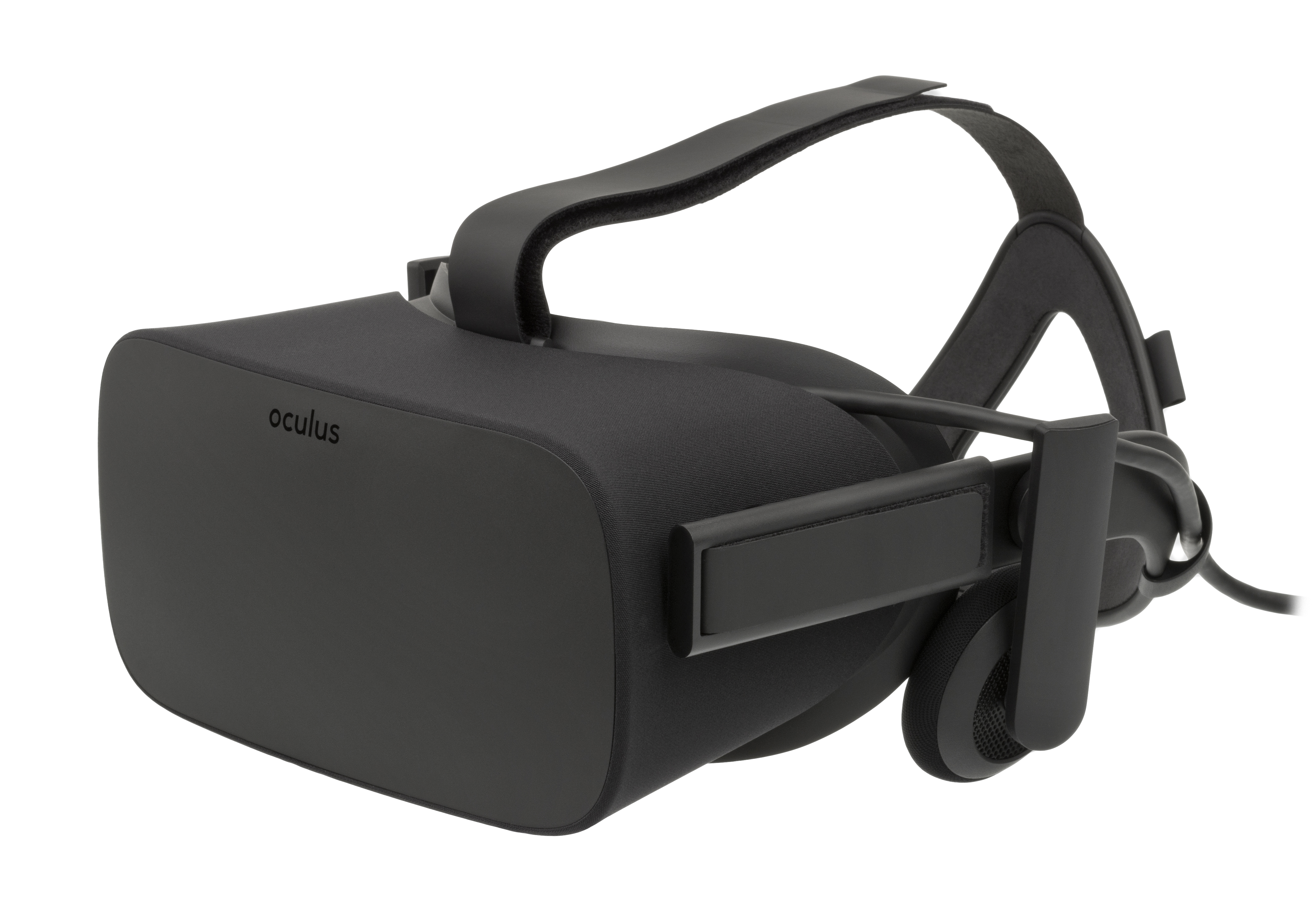
O cască RV Oculus Rift CV1

O cască de realitate virtuală sau cască RV este un dispozitiv montat pe cap care utilizează afișoare 3D aproape de ochi și un sistem de urmărire a poziții capului pentru a oferi utilizatorului un mediu de realitate virtuală. Căștile RV sunt utilizate pe scară largă cu jocurile video RV, dar sunt folosite și în alte aplicații, inclusiv simulatoare. Căștile RV includ de obicei un ecran stereoscopic (furnizează imagini separate pentru fiecare ochi), sunet stereo și senzori precum accelerometre și giroscoape pentru urmărirea poziției capului utilizatorului pentru a potrivi orientarea camerei virtuale cu poziția ochilor utilizatorului în lumea reală.